# بيرناداين هيلي
بيرناداين باتريشيا هيلي (بالإنجليزية: بيرناداين هيلي)‏ ولدت في 4 أغسطس 1944 مدينة نيويورك كانت استاذة الطب في جامعة جونز هوبكنز، أستاذة وعميد كلية الطب والصحة العامة في جامعة ولاية أوهايو، وشغلت منصب رئيس الصليب الأحمر الأمريكي وجمعية القلب الأمريكية. محررة وكاتبة عمود أخبار الصحية في الولايات المتحدة والتقرير العالمي. كانت المحللة المعروفة في وسائل الإعلام حول القضايا الصحية. [1]

طبيبة أمريكية في أمراض القلب، وأكاديمية، وأولى إنثى تشغل منصب رئيسة المعاهد الوطنية الصحية الامريكية (معاهد الصحة الوطنية الأمريكية) بين العامي (6 أغسطس 2011 4 أغسطس 1944).

## حياتها ودراستها
التحقت بكلية فاسار حيث حصلت على منحة دراسية كاملة، وتخرجت بامتياز مع مرتبة الشرف في عام 1965، تخصص الكيمياء وتخصص ثانوي في الفلسفة. ثم التحقت بكلية الطب بجامعة هارفارد، وأيضا على منحة دراسية كاملة، وكانت واحدة من النساء العشرة فقط من أصل 120 طالب وطالبة في صفها. بعد تخرجه بامتياز من كلية الطب بجامعة هارفارد في عام 1970، أكملت التدريب والإقامة في أمراض القلب في كلية جونز هوبكنز للطب ومستشفى جونز هوبكنز. بعد الانتهاء من تدريبها في مرحلة ما بعد الدكتوراه، أصبحت أول امرأة تنضم إلى هيئة التدريس بدوام كامل في اختصاص القلب، وسرعان ما ترقت إلى رتبة أستاذ الطب.

لمدة ثماني سنوات اشتغلت بوحدة العناية التاجية في مستشفى جونز هوبكنز. في كلية الطب شغلت منصب عميد مساعد للبرامج ما بعد الدكتوراه وتطوير مهارة أعضاء هيئة التدريس. خلال ذلك الوقت قامت بتنظيم ندوات وطنية منها ندوة ماري اليزابيث غاريت النسوية في الطب الذي يَدرس الفرص والعقبات التي تواجه النساء الأطباء تقريبا بعد 90 عاما على تأسيس كلية الطب في عام 1893،